# Хейстингс (Небраска)

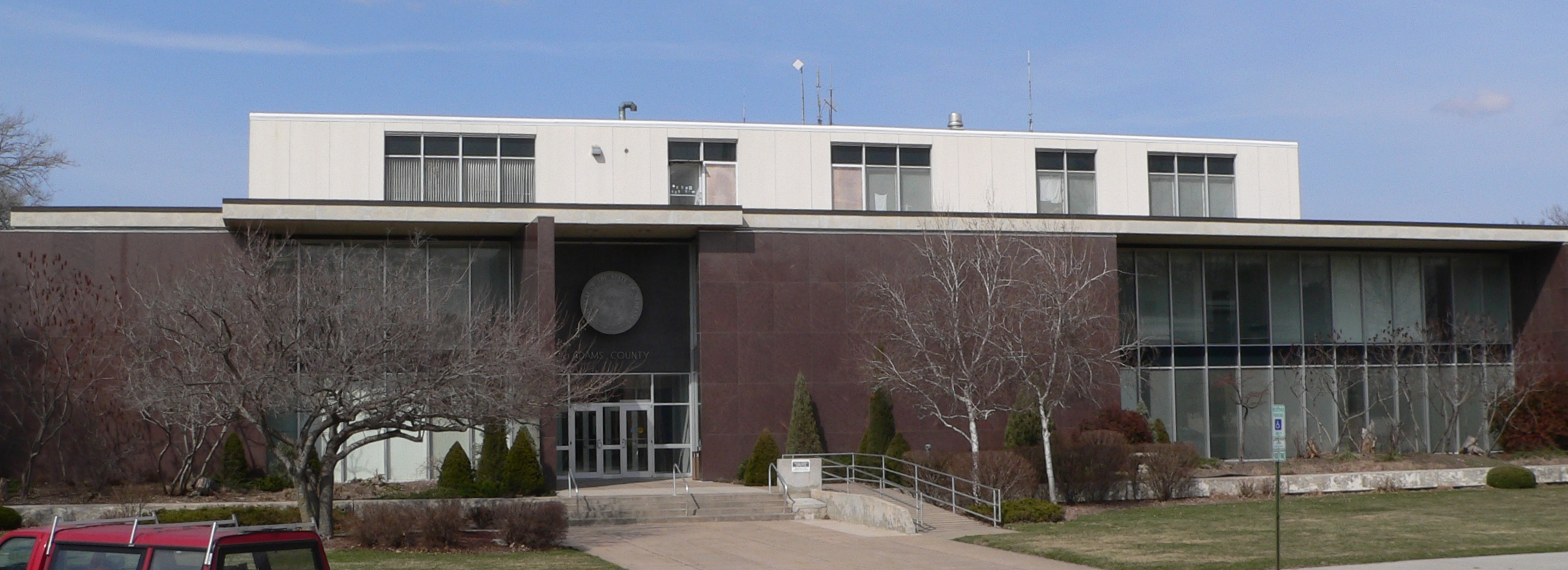
Здание суда в Хейстингсе

Хейстингс (англ. Hastings) — город в штате Небраска, окружной центр округа Адамс. Население — 24 907 человек (2010 год).

## История
Хейстингс был основан в 1872 году. Своё название город получил в честь полковника Хейстингса, руководившего строительством железнодорожной ветки Хейстингс — Гранд-Айленд.
В США Хейстингс известен прежде всего как город, в котором в 1927 году Эдвином Перкинсом был создан напиток Kool-Aid. Каждый год это событие широко отмечается в Хейстингсе на второй неделе августа.
Во время Второй мировой войны в Хейстингсе был построен крупнейший в США завод по производству боеприпасов для военно-морского флота, поставивший флоту 40 % всех боеприпасов, произведённых в США за время Второй мировой войны.